# Mensch (film)
Pour les articles homonymes, voir Mensch.
Pour plus de détails, voir Fiche technique et Distribution.
Mensch est un film français réalisé par Steve Suissa et sorti en 2009.

## Synopsis
Sam, 35 ans, cambrioleur spécialisé dans les coffres-forts, jongle entre ses activités illégales et son rôle de père célibataire. Tandis que son grand-père espère le voir reprendre le droit chemin, sa petite amie, lassée de ses mensonges, s’éloigne. En quête de rédemption, Sam aspire à devenir un Mensch — un homme bien.

## Fiche technique
- Titre : Mensch
- Réalisateur : Steve Suissa
- Scénario : Steve Suissa et Stéphane Cabel
- Photographie : Jérôme Alméras
- Décors : Patrick Durand
- Costumes : Judith de Luze
- Son : Jean-Luc Audy
- Musique : Bruno Coulais
- Montage : Monica Coleman
- Production : ARP Sélection
- Tournage : du 5 janvier au 17 février 2009
- Pays d'origine :  France
- Distribution : ARP Sélection
- Durée : 87 minutes
- Date de sortie : France - 9 décembre 2009

## Distribution
- Nicolas Cazalé : Sam Hazak
- Sami Frey : Victor Hazak
- Anthony Delon : Tonio Massari
- Maurice Bénichou : Simon Safran
- Myriam Boyer : Emma Hazak
- Max Baissette de Malglaive : Max Hazak
- Sara Martins : Helena
- Michaël Abiteboul : Youval
- Fabrice Benichou : Jewat
- Catherine Marchal : Chantal
- Evelyne Bouix : Brigitte
- Jacques Collard
- Nathalie Delon : Liliane Hazak

## Distinctions
- Prix du meilleur scénario et grand prix de la ville de Sarlat au Festival du film de Sarlat 2009[1]